# 埼玉県東部地区大学単位互換協定
埼玉県東部地区大学単位互換協定(さいたまけんとうぶちくだいがくたんいごかんきょうてい)は、埼玉県東部に所在する4つの大学によって締結されている単位互換協定である。

## 概要
埼玉県東部地区大学単位互換協定は、単位互換の協定を締結した大学の相互交流と教育の充実を目的として、各大学の学生がそれぞれ他の大学が指定する授業科目を履修し単位の修得を認めるものである。
授業料、検定料、登録料等は不要である。なお実験、実習、実技等でかかる教材費等については、実費を徴収することがある。

## 協定大学
全ての協定校は、東武伊勢崎線（東武スカイツリーライン）沿線上にキャンパスが設置されている。
- 獨協大学 - 最寄：獨協大学前駅
- 文教大学 - 最寄：北越谷駅（越谷キャンパス）
- 日本工業大学 - 最寄：東武動物公園駅（宮代キャンパス）
- 埼玉県立大学 - 最寄：せんげん台駅